# 八一宣言
《八一宣言》，全名為《為抗日救國告全體同胞書》，是1935年8月1日中共駐共產國際代表團團长王明在莫斯科参加共产國際的第七次代表大会时依照指示，以中國共產黨中央委員會和中華蘇維埃共和國臨時中央政府的名義發表。内容主旨是要求停止内战，建立反法西斯统一战线，对抗日本帝国主义侵略

## 宣言的背景
1935年是世界政局变化的一年。日本军队在熱河戰役佔領熱河之後，又步步進逼，意圖進一步進佔冀東。之前的1932年至1934年德國希特勒政權崛起，造成共產國際所屬最大的德國共產黨支部遭到毀滅性的打擊，有鑒於此，共產國際執委會舉行第十三次全會，依據庫西寧的報告，通過「法西斯主義、戰爭危險與各國共產黨的任務」提綱。
1935年7月25日到8月20日，共产国际召开共产国际七大，會前共產國際正面讚揚了中國共產黨在中東路事件上所做的偉大貢獻，會後提出共产国际与各国共产党的目标是：建立广泛的反法西斯统一战线，以保衛蘇聯安全。
根据義大利共产黨领导人、共产国际主席团书记处书记帕尔米罗·陶里亚蒂的報告，通過了《帝國主義準備新的世界大戰與共產國際的任務》的決議，指出：

“共产国际为维护和平与反对帝国主义战争而斗争的任务”：“为拥护和平和保护苏联而斗争”；“建立人民统一战线，以拥护和平和反对挑战者”；“把反对帝国主义战争的斗争与反对法西斯主义的斗争结合起来”；“进行反对军国主义和反对军备的斗争”；“进行反对民族侵略主义的斗争”；“为民族解放而斗争和拥护民族解放战争”。
决议中特别指出：
“共产党员，务必积极拥护被压迫的殖民地和半殖民地底民族解放斗争，尤其是拥护中国苏维埃红军反对日本及其他帝国主义者和反对国民党的斗争。中国共产党应当竭力扩大民族解放斗争底战线，吸收凡是决意抵抗日本及其他帝国主义侵略行动的民族势力，来参加民族解放斗争”
根据曼努意斯基（共產國際主席團書記處書記）的报告，通过了《蘇聯社會主義的勝利及其全世界的歷史意義》的決議，指出：

“苏联社会主义底胜利具有全世界的意义”，“在共產國際所有一切支部前，擺著以下的首要任務：用所有力量和所有方法，來幫助鞏固蘇聯，來反對蘇聯的敵人”

根据威廉·皮克（共产国际主席团书记处书记）的报告，通过了《關於共產國際執行委員會工作》的決議，指出：

“因此，向共产国际执委提议……一般的不要直接干涉各国共产党内部组织上的事宜；……不要机械地把一国底经验搬到别国去，不要用呆板格式和笼统公式去替代具体的马克斯主义的分析。”

根据共产国际总书记格奥尔基·季米特洛夫的题为《法西斯主义就是战争》的报告，大会通过了《法西斯主义底进攻和共产国际为造成工人阶级反对法西斯主义的统一而斗争底任务》决议，这一决议是七次世界大会最重要的议案，其主要内容如下：

“实现工人阶级反法西斯主义底斗争统一战线，乃是国际工人运动底主要的最近的任务”，“在执行统一战线策略的时候，遵照下列的指示：保护工人阶级经济上和政治上的直接利益”，“用共产主义精神来教育群众、组织群众和动员群众的独立工作”，“实现无产阶级统一战线，应有各种不同的形式”，“应当加紧反对社会民主党里的反动派别”，“应当利用选举运动”，“建立广大的反法西斯主义的人民阵线”，“必须建立无产阶级统一战线或反法西斯的人民战线底政府”。
“在殖民地和半殖民地国家里，共产党员底最重要的任务，在于建立反帝人民战线”，“在中国必须把扩大苏维埃运动与巩固红军的战斗力，与在全中国开展人民反帝运动连结起来。这个运动，应当在下列的口号下进行：武装人民进行民族革命斗争，反对帝国主义强盗，首先反对日本帝国主义及其走狗。苏维埃应当成为全中国人民底解放斗争的团结的中心”

## 宣言的起草和发表
在共产国际七大会议期间，驻莫斯科的中共驻共产国际代表团团长王明于1935年8月7日做大会报告，提出中国的政治形势发生了新的变化，对国民党的策略方针应相应变化，但“大会强烈地反对把蒋介石和国民党包括在‘极广大的反帝统一战线’之中，明确认为中共‘必须把扩大苏维埃运动和加强红军的战斗力，与在全中国开展人民反帝运动结合起来’，明确认为只有苏维埃才‘应当成为全中国人民底解放斗争的团结中心’。”
之前在基斯洛沃思克疗养的王明，回莫斯科与康生、吴玉章、林育英等代表团成员商讨后，为响应共产国际的号召和解决中共在国内的困境，由王明执笔起草了《为抗日救国告全体同胞书》。王明又专门请当时为《救国报》编辑的胡秋原为文章润色，胡秋原阅后评价其“冲破了‘关门主义’的小圈子和下层统一战线的框框”“反映了全国人民团结一致、抗日救国的愿望。”书成之后，王明将文章译成俄文，交给斯大林和季米特洛夫观看，得到了他们的赞许。中共代表团将这份宣言改名为《八一宣言》，以“中华苏维埃共和国中央政府和中国共产党中央委员会”的名义在几份国际共产主义运动的报刊上发表，包括英文版的《共产国际通讯》和在巴黎出版的中文报刊《救国报》第10期第2版（10月1日发表），以及俄文版的《共产国际》（共产国际的机关半月刊，12月发表）。

## 宣言的內容
宣言指出中国亡国灭种的大祸迫在眉睫，宣称“共产党和苏维埃政府再一次向全体同胞呼吁：无论各党派间在过去和现在有任何政见和利害的不同，无论各界同胞间有任何意见上或利益上的差异，无论各军队间过去和现在有任何敌对行动，大家都应当有‘兄弟阋于墙外御其侮’的真诚觉悟，首先大家都应当停止内战，以便集中一切国力（人力、物力、财力、武力等）去为抗日救国的神圣事业而奋斗。”
該宣言首先提及當時日本對中國的侵略，陳述了自九一八事變以後東三省與華北四省被日軍侵占的事實，聲明國家民族“已處在千鈞一發的生死關頭”，提出“抗日則生，不抗日則死”的口號。隨後又批評了蔣介石，閻錫山，張學良等“賣國賊”的“不抵抗”政策以及“攘外必先安內”政策，以及“中日親善”、“中日合作”等口號，並譴責“日寇對我國的領土侵略和內政幹涉”與“漢奸賣國賊”“降日賣國之露骨無恥行為”，提出“一切中國人的事，應由中國人自己解決”，認為“我同胞抗日救國事業之所以還未得到應有勝利的原因，一方面是由於日寇蔣賊的內外夾攻，另方面是由於各種抗日反蔣勢力互相之間存在有各種隔閡和誤會，以致未能團結一致。”
之後，文章呼籲全國同胞和各黨派、軍隊放下彼此的爭鬥歧見，“停止內戰，以便集中一切國力去為抗日救國的神聖事業而奮鬥”。同时在其中宣布只要國民政府的軍隊停止進攻蘇區的行動，實行對日抗戰，中國共產黨的軍隊就願意停止敵對行為，“與之親密攜手共同救國”。接著宣言中提出要求成立國防政府，並宣布中國共產黨的軍隊願意接受此政府的領導共同抗日。宣言拋棄只要「下層統一戰線」之主張，提出統一戰線包括上、下層:422。宣言拋棄打倒一切帝國主義口號，還提出抗日救國十大綱領:422。「八一宣言」初步糾正關門主義之錯誤，提出抗日民族統一陣線基本內容，標誌中國共產黨策略方針開始一個新轉變:422。
宣言中不再提以苏维埃建设的口号，而是提出“苏维埃政府和共产党愿意立刻与中国一切愿意参加抗日救国事业的各党派、各团体（工会、农会、学生会、商会、教育会、新闻记者联合会、教职员联合会、同乡会、致公堂、民族武装自卫会、反日会、救国会等）”、各名流学者、政治家、以及一切地方军政机关，进性谈判共同成立国防政府问题。
宣言并未放弃反蒋，仍然号召“大家起来！冲破日寇蒋贼的万重压迫，勇敢地与苏维埃政府和东北各地抗日政府一起组织全中国统一的国防政府；与红军和东北人民革命军及各种反日义勇军一块组织全中国统一的抗日联军。”
这份宣言的发表之处远离中国。为了将其内容在中国国内传播，林育英将整份宣言背下来后，化名“张浩”，于七月底绕行中亚，穿越戈壁沙漠后来到中国陕西的瓦窑堡。全程历时三个月半，到达时已经是11月中旬。这时张闻天决定以“苏维埃共和国主席毛泽东、工农红军军委主席朱德”的名义发布此宣言（称为“苏维埃和红军”的《抗日救国宣言》）。与此差不多时候，俄文版和英文版的《八一宣言》也传入中国。在中國的大城市，尤其是上海、北京等造成回響。
曹伯一認為，毛澤東發表的「抗日救國宣言」，其中並未提及「抗日以保衛蘇聯」，改用「抗日救國」，目的是沖淡狹隘階級性，以爭取國人同情。

## 宣言的影響

### 抗日反蔣
1934年至1935年，長征中的中共中央與紅軍一直持“抗日反蔣”的口號，將所謂的“蔣賊”與“日寇”同時視為敵人。而中共駐共產國際代表團發表的宣言已經開始提倡聯合國內一切力量，放棄內部爭鬥，聯合抗日。這兩者之間顯然有衝突。具體表現是王明等人在巴黎的《救國報》中刊登的宣言中并未放弃反蒋，仍然号召“大家起来！冲破日寇蒋贼的万重压迫，勇敢地与苏维埃政府和东北各地抗日政府一起组织全中国统一的国防政府；与红军和东北人民革命军及各种反日义勇军一块组织全中国统一的抗日联军。
1935年10月15日，共产国际执委会书记处非常会议听取了陈云、陈潭秋、潘汉年等关于“中国红军和苏维埃运动的状况”的汇报，开始认识到以前高估了中共领导的苏维埃运动的规模和力量，开始转变对蒋介石的策略。中共駐共產國際代表團对国民党的态度有所转变，但未立即放弃反蒋主张。1935年10月29日王明给季米特洛夫的信中提到要与第十九路军、于学忠、李济深建立“中华民族革命同盟”，同盟纲领的第一条仍然是“推翻南京政府”。1935年11月16日，中共駐共產國際代表團给吴玉章的指示“请立即以中共中央名义发表以下内容的简短声明”，“在一切政党和集团之间，所有军队之间和各社会团体与群众组织之间立即开始就反对共同敌人的条件和途径问题进行谈判”，至此抗日统一战线的主张中第一次不排除南京政府，转而把蒋介石作为争取的对象。
中共中央1935年11月13日发布的《中国共产党中央委员会为日本帝国主义并吞华北及蒋介石出卖华北出卖中国宣言》称：“买国贼首蒋介石的罪恶是屈指难数的。”“打倒卖国贼汉奸蒋介石国民党！”中共中央11月28日發表的《中华苏维埃共和国中央政府、中国工农红军革命军事委员会为抗日救国宣言》中仍然將“抗日”與“反蔣”聯同，強調中共願意聯合的力量是在抗日反蔣的前提之下：“在亡国灭种的前面，中国人民绝不能束手待毙。只有全国海陆空军与全国人民总动员，开展神圣的反日的民族革命战争，以打倒日本帝国主义，以消灭中国有史以来最大的汉奸卖国贼蒋介石，中国民族才能得到最后的彻底的解放。”“中华苏维埃共和国中央政府与中国工农红军革命军事委员会特向全国人民宣言，不论任何政治派别，任何武装队伍，任何社会团体，任何个人类别，只要他们愿意抗日反蒋者，我们不但愿意同他们订立抗日反蒋的作战协定，而且愿意更进一步的同他们组织抗日联军与国防政府。”。与中共中央失去联系的中共北方局北平临时委员会获得的是經由共产国际外围報刊得到《八一宣言》，工作方针从推翻国民党政府转移到承认国民党政府，通过合法途径，推动抗日统一战线运动，发动了一二·九運動。
1935年11月潘汉年起草于莫斯科，经中共駐共產國際代表團审定，以中国红军总司令兼革命军事委员会主席朱德、副主席周恩来及第一军团司令林彪等红军全体指挥员、政治工作人员和战士名义于1935年12月9日发表在巴黎《救国时报》的《中国工农红军的呼吁书》，明确以南京蒋介石总司令、国民党各主要将领、东北抗日联军、十九路军、各地方长官为对象，“保证完全支持任何国防政府”，“率先加入抗日联军，不管它以何种方式组建”。随后，王明与南京政府代表邓文仪在莫斯科开始谈判。

### 瓦窯堡會議
1935年11月中旬，张浩到达陕北，在瓦窑堡见到了张闻天等人，口头传达了共产国际的几点指示及《八一宣言》的基本内容，其中最重要的就是“实行‘抗日反蒋’统一战线的策略方针”。周恩来、毛泽东结束直罗镇战役后分别于12月8日、13日返回瓦窑堡听取了张浩的汇报。
1935年12月，中國共產黨在瓦窯堡召開會議，在共產國際七大會議與《八一宣言》的基礎上通過了《中央關於目前政治形勢與黨的任務決議》。其中再次確立了成立“最廣泛的反日民族統一戰線”為中共的主要任務，同時將“抗日”、“反蔣”綁定一體。仍然称蒋介石这“卖国贼头子”，提出“党的策略路线，是在发动、团聚与组织全中国全民族一切革命力量去反对当前主要的敌人：日本帝国主义与卖国贼头子蒋介石。”
直至1936年8月25日中共中央发出《中国共产党致中国国民党书》才第一次正式改变了“抗日反蒋”方针。策略实际變成“逼蔣抗日”或“連蔣抗日”。可以說《八一宣言》是中共對待抗日態度微妙轉變過程的一部分。

### 八一宣言與“國防文學”
1935年底，“左聯”的周揚等人得到的是《共產國際通訊》的版本的《八一宣言》。正在推行“國防文學”口號的周揚等人覺得這份宣言與其理念正好相合，於是解散“左聯”，開始籌辦“文藝家協會”，並用“國防文學”代替“無產階級革命文學”口號。魯迅因此再次與周揚交鋒，並發展為“兩個口號”之爭。

### 最广泛的抗日统一战线的最终明确
1936年3月5日，《共产国际执行委员会书记处关于中国的形势和中共的任务的指示文件草案》提出了一个比较全面的统一战线的纲领：“必须把所有表明愿意进行反对日本帝国主义斗争的人，吸引到人民统一战线中来，甚至包括那些暂时的、动摇的或不可靠的同盟者，而不管他的政治信仰、阶级和党派属性、宗教信仰等等。”“在所有反对日本侵略者的运动中，不管谁是运动的组织者，中国共产党都应该最积极地参与，并意图从组织上巩固在斗争中得到锻炼的统一战线。”

### 王明國際派路線的瓦解
1937年12月12日，日軍攻佔中华民国首都南京。12月14日，中共中央舉行政治會議，王明發表《如何繼續全國抗戰與爭取抗戰勝利呢？》企圖聯合國民黨擴大抗日統一戰線，遭到毛澤東為首的國內派反制，形容其主張是“右傾投降主義、幻想依賴國民黨、放棄無產階級領導”。毛澤東所堅持的獨立自主路線獲得黨內肯定，會議裡糾正了以王明為首的團結國民黨抗日的右傾投降主義。八一宣言裡統一戰線團結抗日的精神正式瓦解，中國共產黨走上獨立自主之路。